# ラグビーチリ代表
ラグビーチリ代表（スペイン語: Selección nacional de rugby de Chile）は、チリラグビー連盟によるラグビーユニオンのナショナルチームである。愛称はチリの国鳥であるコンドルを意味する「ロス・コンドレス（Los Cóndores）」。

## 歴史
1936年、アルゼンチン代表と初試合。
その後2015年、南アメリカラグビーチャンピオンシップ初優勝。
そして2023W杯の米大陸第2代表決定戦でアメリカ合衆国に2戦合計得点で上回りラグビーW杯初出場を決めた。

## ワールドカップの成績
- 1987年 - 不参加
- 1991年 - 不参加
- 1995年 - 予選敗退
- 1999年 - 予選敗退
- 2003年 - 予選敗退
- 2007年 - 予選敗退
- 2011年 - 予選敗退
- 2015年 - 予選敗退
- 2019年 - 予選敗退
- 2023年 - プール戦敗退

## 選手

### 現在の代表
ロス・コンドレススコッド
- ヘッドコーチ :  パブロ・レモイネ（英語版）
- キャプテン : マルティン・シグレン

| 選手                         | ポジション     | 誕生日 (年齢)          | キャップ | チーム                       |
| ---------------------------- | -------------- | ---------------------- | -------- | ---------------------------- |
| ディエゴ・エスコバル         | フッカー       | 2000年4月17日（25歳）  | 12       | ラシン92                     |
| サルバドール・ルイーズ       | フッカー       | 1999年11月6日（25歳）  | 20       | セルクナム                   |
| ベンジャミン・モレーノ       | フッカー       |                        | 0        | セルクナム                   |
| ノルマン・アグアージョ       | プロップ       | 2002年2月12日（23歳）  | 2        | セルクナム                   |
| ハビエル・カラスコ           | プロップ       | 1997年8月24日（27歳）  | 29       | セルクナム                   |
| マティアス・ディタス         | プロップ       | 1993年7月16日（31歳）  | 31       | サルラ                       |
| バルタサル・グルチャガ       | プロップ       | 2001年6月20日（24歳）  | 0        | セルクナム                   |
| イニャキ・グルチャガ         | プロップ       | 1995年10月13日（29歳） | 20       | セルクナム                   |
| エミリオ・シア               | プロップ       |                        | 0        | セルクナム                   |
| ハビエル・エイスマン         | ロック         | 1997年11月30日（27歳） | 29       | SUアジャン                   |
| サンティアゴ・ペドレロ       | ロック         | 2000年11月30日（24歳） | 16       | セルクナム                   |
| ブルーノ・サエス             | ロック         | 2004年10月27日（20歳） | 4        | オールドボーイズ             |
| アウグスト・ビジャヌエバ     | ロック         | 1999年12月6日（25歳）  | 0        | セルクナム                   |
| アルフォンソ・エスコバル     | バックロー     | 1997年8月17日（27歳）  | 27       | セルクナム                   |
| ライムンド・マルティネス     | バックロー     | 1999年11月25日（25歳） | 21       | セルクナム                   |
| エルネスト・チミーノ         | バックロー     | 2001年3月21日（24歳）  | 6        | セルクナム                   |
| クレメンテ・サアベドラ       | バックロー     | 1997年12月15日（27歳） | 31       | セルクナム                   |
| サンティアゴ・ヴァレンズエラ | バックロー     | 2004年5月2日（21歳）   | 0        | ユニバーシダッド・カトリーカ |
| ルーカス・ベルティ           | スクラムハーフ | 2003年12月12日（21歳） | 2        | モンペリエ                   |
| フアン・クルス・レジェス     | スクラムハーフ | 2003年7月4日（21歳）   | 4        | セルクナム                   |
| マヌエル・ブスタマンテ       | スクラムハーフ |                        | 0        | チリ                         |
| ロドリゴ・フェルナンデス     | フライハーフ   | 1996年2月8日（29歳）   | 29       | ラグビー・コロルノ           |
| トマス・サラス               | フライハーフ   | 1999年5月3日（26歳）   | 7        | セルクナム                   |
| ロドリゴ・アラヤ             | センター       |                        | 0        | セルクナム                   |
| クレメンテ・アームストロング | センター       | 2001年5月29日（24歳）  | 2        | セルクナム                   |
| マティアス・ガラフリック     | センター       | 2000年9月1日（24歳）   | 18       | セルクナム                   |
| ニコラス・サーブ             | センター       | 2005年2月28日（20歳）  | 1        | セルクナム                   |
| サンティアゴ・ビデラ         | センター       | 1998年1月16日（27歳）  | 35       | マイアミ・シャークス         |
| クリストバル・ガメ           | ウイング       | 2000年7月9日（24歳）   | 7        | セルクナム                   |
| ニコラス・ガラフリック       | ウイング       | 1998年9月11日（26歳）  | 26       | セルクナム                   |
| フェデリコ・ケネディ         | ウイング       | 2004年7月24日（20歳）  | 0        | セルクナム                   |
| イニャキ・アジャルサ         | フルバック     | 1999年9月7日（25歳）   | 20       | RCヴァンヌ                   |
| ルーカス・ストラブッチ       | フルバック     | 1999年6月15日（26歳）  | 4        | セルクナム                   |

※所属、 キャップ数(Cap)は2025年6月28日現在